# Oberbayerischer Kulturpreis
Der Bezirk Oberbayern zeichnet mit dem Oberbayerischen Kulturpreis  Persönlichkeiten aus, die sich besonders um die Kultur in Oberbayern verdient gemacht haben. Der Preis, der mit jeweils 5.000 Euro dotiert ist, wird seit 1980 jährlich an zwei Personen verliehen.

## Vergabekriterien
Vergeben wird der Kulturpreis für Leistungen in den künstlerischen Bereichen Bildende Kunst, darstellende Kunst, angewandte Kunst, Musik, Film, Literatur, Fotografie, Architektur und Heimatpflege.
Beratung und Vergabe des Preises erfolgen in den politischen Gremien des Bezirks Oberbayern.

## Preisträger
- 1980: Hans Wimmer (Bildhauer) und Wastl Fanderl (Volksmusikpfleger)
- 1981: Hans Baur (Schauspieler) und Robert Münster (Musikforscher)
- 1982: Arnold Balwé (Maler)
- 1983: Endres-Quartett (Streichquartett)
- 1984: Kurt Wilhelm (Autor, Regisseur) sowie Görge Hohlt und Brigitte Hohlt-Schuller (Keramiker)
- 1985: Kurt Graunke (Chefdirigent, Komponist)
- 1986: Karl Manninger (Maler) und Heinz Haushofer (Agrarhistoriker, Agrarsoziologe)
- 1987: Enoch Freiherr von und zu Guttenberg (Chorleiter, Dirigent) und Ottmar Schuberth (Architekt, Museumsdirektor)
- 1988: Maria Heck (Bauernhausforscherin) und Hans Pörnbacher (Literaturwissenschaftler)
- 1989: Christine Stadler (Bildhauerin) und Paul Ernst Rattelmüller (Heimatpfleger, Autor)
- 1990: Bernhard Ücker (Schriftsteller) und Gustl Bayrhammer (Schauspieler)
- 1991: Wilhelm Neu (Landeskonservator) und Gerhard Schmidt-Gaden (Chorgründer, Chorleiter)
- 1992: Alexander Freiherr von Branca (Architekt, Kreisheimatpfleger von München) und Herbert Rosendorfer (Schriftsteller)
- 1993: Hermann Dannheimer (Archäologe, Direktor der Prähistorischen Staatssammlung) und Willy Purucker (Hörfunk- und Fernsehautor)
- 1994: Ruth Drexel (Schauspielerin, Intendantin) und Wilhelm Killmayer (Komponist)
- 1995: Helmut Zöpfl (Mundartdichter, Pädagoge) und Rupprecht Geiger (Maler)
- 1996: Hans Clarin (Schauspieler) und Franz Xaver Kroetz (Dramatiker, Schauspieler)
- 1997: Manfred Bergmeister (Kunstschmied) und Otfried Preußler (Kinderbuchautor)
- 1998: Dieter Hanitzsch (Karikaturist) und Klaus Kreuzeder (Musiker)
- 1999: Vicco von Bülow (Humorist) und Ellis Kaut (Kinderbuchautorin, Fotografin)
- 2000: Jörg Hube (Schauspieler) und Walter Andreas Angerer (Maler)
- 2001: Gisela Stein (Schauspielerin) und Martin Lüttge (Schauspieler)
- 2002: Wolfgang Sawallisch (Dirigent) und Gerhard Schober (Historiker)
- 2003: Imo Moszkowicz (Regisseur) und Hellmuth Matiasek (Präsident der Bayerischen Theaterakademie August Everding)
- 2004: Erika Maria Lankes (Bildhauerin) und Ruth Rehmann (Schriftstellerin)
- 2005: Max Mannheimer (Zeitzeuge, Präsident der Lagergemeinschaft Dachau) und Hans Roth (Geschichts- und Heimatpfleger)
- 2006: Walter Brugger (Geschichts- und Heimatpfleger) und Marianne Schliwinski (Schmuckkünstlerin und Galeristin)
- 2007: Gerhard Polt (Kabarettist) und Konstanze Vernon (Primaballerina und Tanzpädagogin)
- 2008: Sunnyi Melles (Schauspielerin) und Alf Lechner (Bildhauer)
- 2009: Marianne Sägebrecht (Schauspielerin) und Andreas Kuhnlein (Holzbildhauer)
- 2010: Kathi Stimmer-Salzeder (Liedermacherin und Musikverlegerin) und Rupert Gebhard (Archäologe)
- 2011: Christian Stückl (Theaterintendant, Regisseur) und Dieter Wieland (Journalist)
- 2012: Rolf Märkl (Bildhauer und Maler) und Herlinde Koelbl (Fotografin)
- 2013: Wilfried Hiller (Komponist) und Mechthild Lobisch (Buchgestalterin)
- 2014: Monika Baumgartner (Schauspielerin) und Franz Xaver Bogner (Regisseur)
- 2015: Brigitte Fassbaender (Kammersängerin und Regisseurin) und Manfred Treml (Historiker)
- 2016: Charlotte Knobloch (Präsidentin der Israelitischen Kultusgemeinde München und Oberbayern) und Gabriel Mayer (Leiter der Mayer’schen Hofkunstanstalt)
- 2017: Bettina Mittendorfer (Schauspielerin) und Spider Murphy Gang (Musiker)
- 2018: Anna Elfriede Ringsgwandl (Theaterleiterin, Autorin, Regisseurin und Schauspielerin) mit dem Ensemble Himmegugga und Marcus Everding (Theaterautor und Regisseur)
- 2019: Amelie Fried (Moderatorin und Schriftstellerin) und Ali Mitgutsch (Wimmelbuch-Erfinder, Kinderbuchautor und -Illustrator)
- 2020: Martina Schwarzmann (Kabarettistin) und Neuburger Marionettentheater Die Fadenspieler
- 2021: Jochen Schölch (Theaterregisseur, Intendant und Hochschullehrer) und Fachverein der Schäffler Münchens
- 2022: Martina Eisenreich (Filmkomponistin und Geigerin) und Interessengemeinschaft Jazz aus Burghausen
- 2023: Marcus H. Rosenmüller (Filmemacher und Drehbuchautor) und Sternschnuppe (Kindermusikduo)[1]
- 2024: Nomi Baumgartl (Fotografin) und Mark Mast (Musikpädagoge)
- 2025: Sybille Krafft (Dokumentarfilmerin und Ausstellungskuratorin) und Günther Maria Halmer (Schauspieler)